# Museu Arqueològic del Puerto de la Cruz
El Museu Arqueològic del Puerto de la Cruz és un museu situat a la ciutat de Puerto de la Cruz al nord de l'illa de Tenerife (Illes Canàries). Alberga una de les col·leccions de ceràmica aborigen guanxe més importants de Canàries amb peces úniques a Tenerife.
Creat el 1953, la seva seu és una edificació de valor historicoartístic, senyera de l'arquitectura canària tradicional dels segles XVIII-xix. Més de 2.600 registres que representen diversos elements de la cultura guanxe formen els seus fons, entre els quals destaca la col·lecció d'atuells que és l'objecte d'exhibició de la seva exposició permanent.
A part de col·leccions de ceràmica aborigen, els fons inclouen també restes de caràcter antropològic (diverses mòmies guanxes), una petita col·lecció d'indústria lítica (el 27 per cent del total) i una magnífica col·lecció d'ornaments personals realitzats en closques de mol·luscs. De caràcter excepcional són les dues peces úniques a l'illa com són el "joyerito", dues closques de lapa que tanquen petites denes i una figureta antropomorfa o ídol d'argila cuit, coneguda com a Guatimac, trobada al barranc de Herques (Fasnia) a finals del segle xix, que encara que es desconeix el seu significat precís, sembla que estigui relacionada amb el món magicoreligiós dels guanxes.

## Galeria

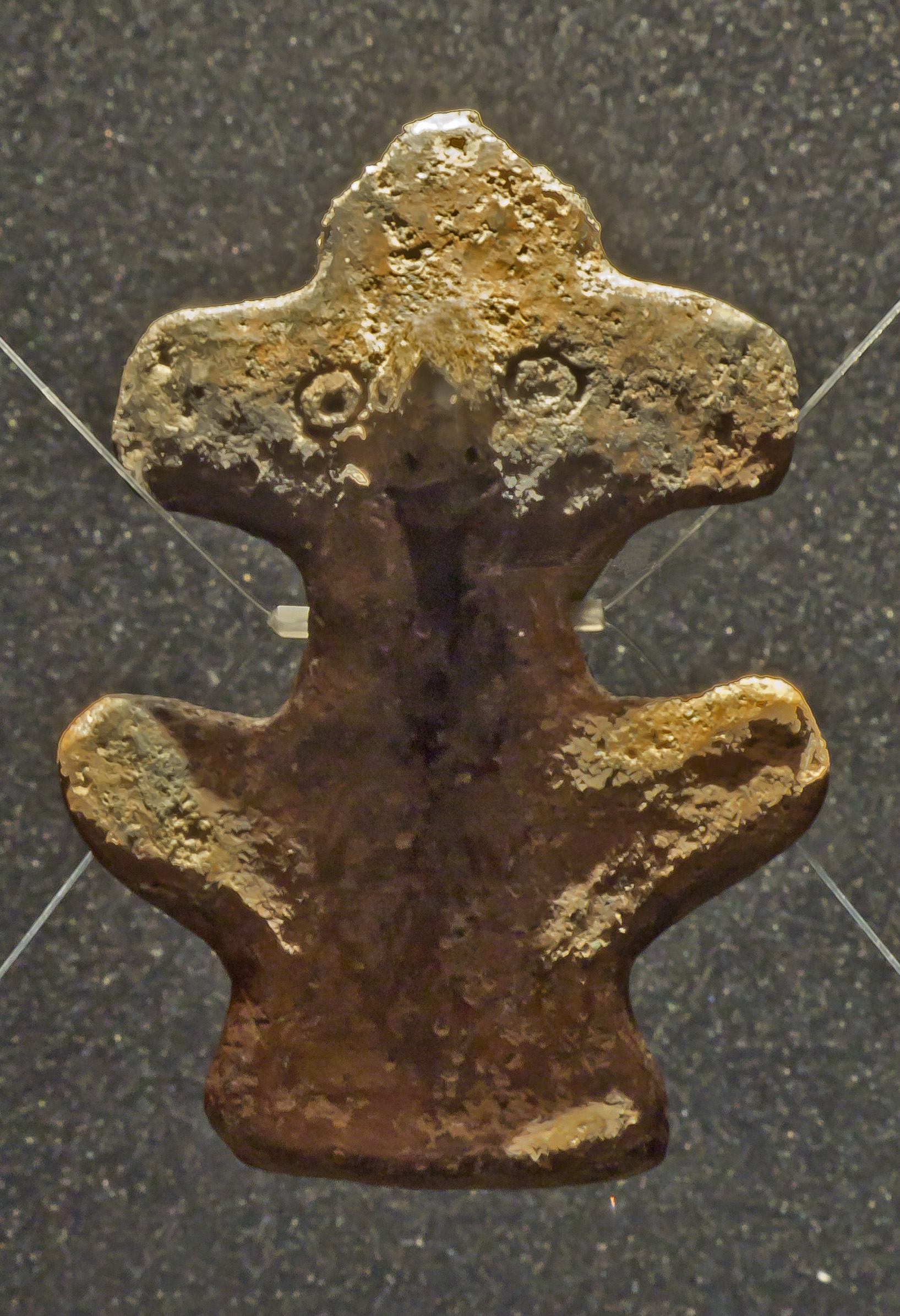
Ídol anomenat Guatimac, símbol del museu
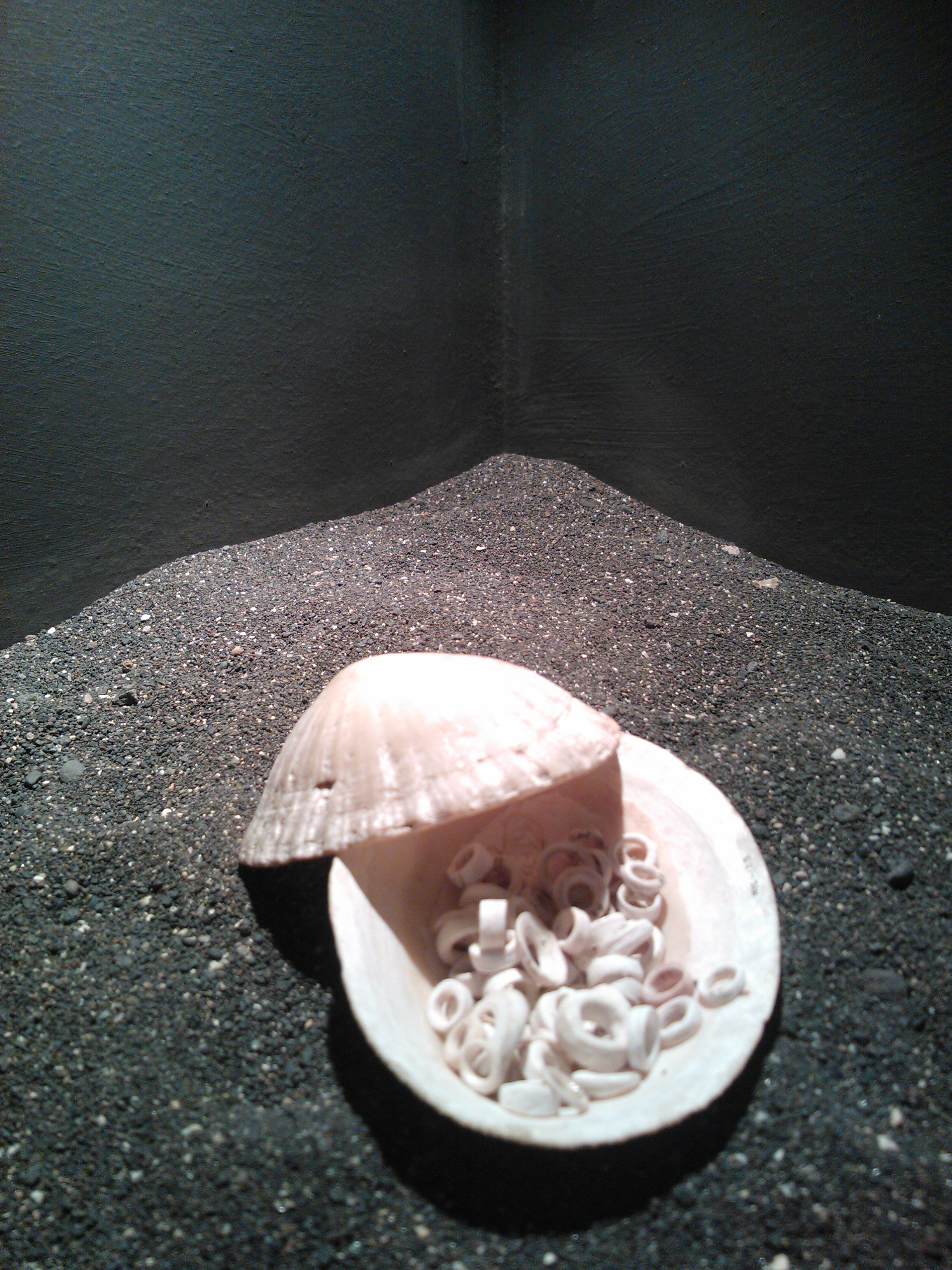
Peça anomenada "El joyerito", dues closques de lapa que amaguen petites denes
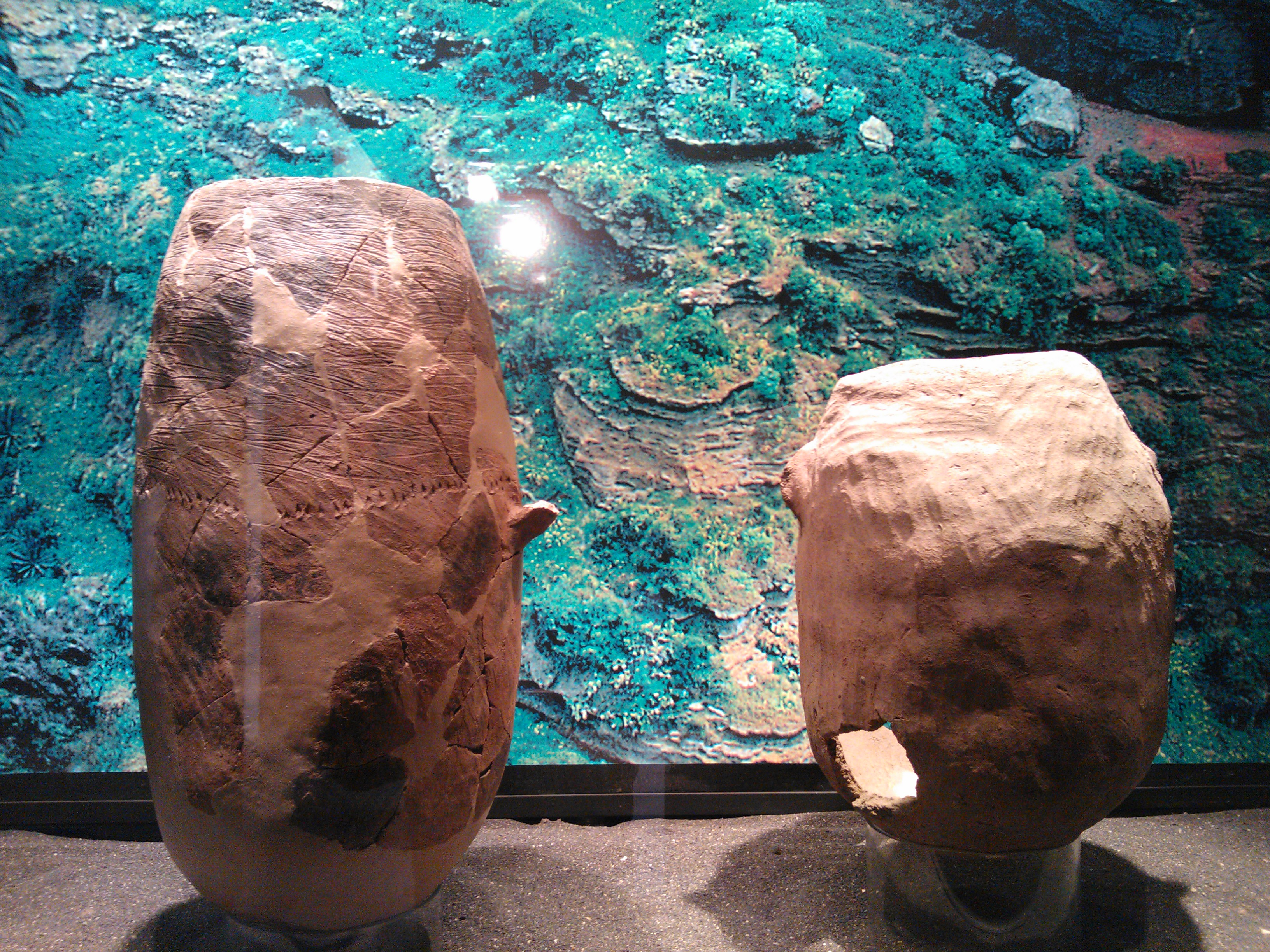
Gerres d'argila
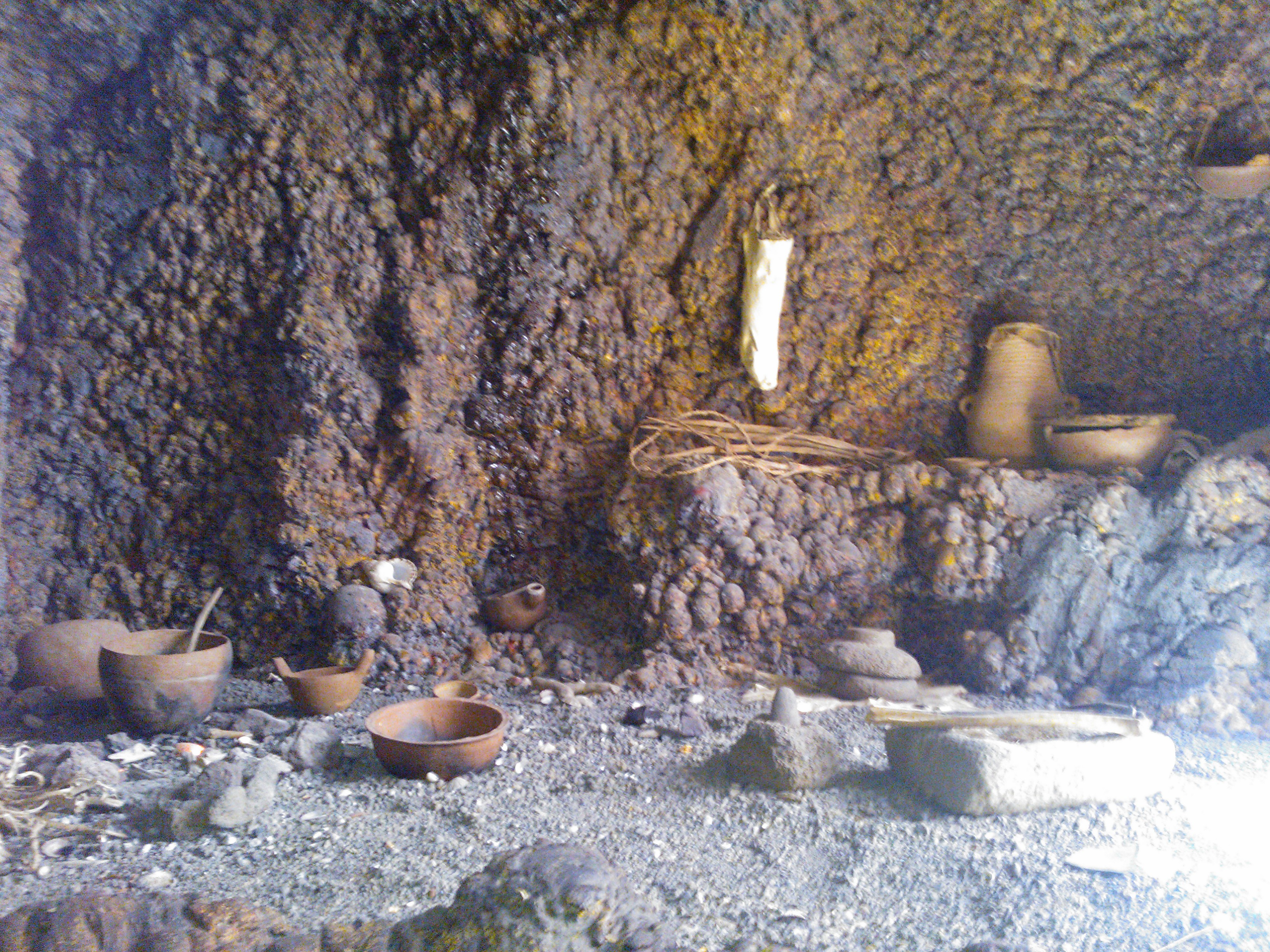
Recreació d'una cova guanxe
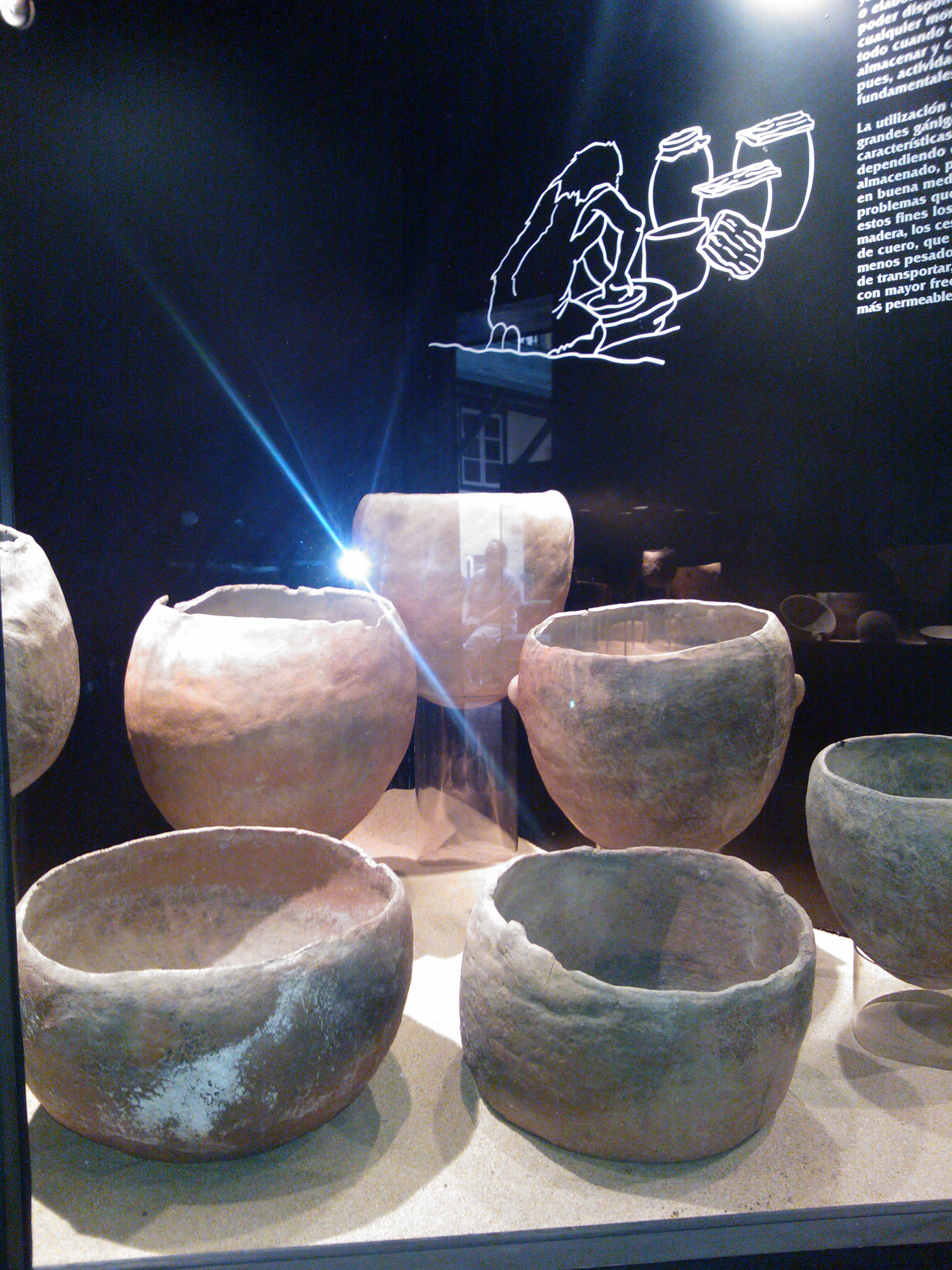
Ceràmica aborigen